# Empacotamento de esferas

Empilhamento compacto de 35 esferas.

Em geometria, um empacotamento de esferas é um arranjo de esferas não sobrepostas (seus interiores não se sobrepõem) dentro de um espaço que as contém. As esferas consideradas são geralmente todas de tamanho idêntico, e o espaço é geralmente o espaço euclidiano tri-dimensional. Porém, problemas de empacotamento de esferas podem ser generalizados para considerar esferas desiguais, espaço euclidiano n-dimensional (onde o problema se torna empacotamento de círculos em duas dimensões, ou empacotamento de hiperesferas em dimensões superiores) ou para espaços não-euclidianos como o espaço hiperbólico.
Um problema típico de empacotamento de esferas é encontrar um arranjo em que as esferas preenchem a maior proporção possível do espaço. A proporção de espaço preenchido pelas esferas é chamada de densidade do arranjo. Como a densidade de um arranjo pode variar dependendo do volume sobre o qual ela é medida, o problema geralmente é maximizar a densidade média ou assintótica, medida sobre um volume suficientemente grande.